# Finale del campionato del mondo di scacchi FIDE 1996
Le partite della finale del campionato del mondo di scacchi FIDE 1996 furono giocate a Ėlista, capitale della Repubblica dei Calmucchi, nei mesi di giugno e luglio 1996.

## Partita 2: Kamskij - Karpov 1-0
Il match terminò con la vittoria del Bianco (Kamskij).
1. e4 c6 2. d4 d5
Nella prima parte della finale (fino all'ottava partita), Kamskij ha sempre aperto 1. e4 (quindi in modo tendenzialmente più vivace e acceso di 1. d4).
In particolare, la difesa Caro-Kann verrà affrontata per quattro volte: nella seconda, nella quarta, nell'ottava e nella dodicesima partita.
3. exd5 cxd5 4. c4
Questa è la variante di Panov.
4...Cf6 5.Cc3 e6 6. Cf3 Ab4
Con 6...Ab4 Karpov fa rientrare la variante nella difesa nimzo-indiana.
7. cxd5 Cxd5 8. Ad2 Cc6 9. Ad3 Ae7 10. 0-0 0-0 11. De2 Cf6 12. Ce4 Ad7

## Partita 12: Kamskij - Karpov ½-½
Il match terminò in parità.
1. e4 c6 2. d4 d5
|   | a | b | c | d | e | f | g | h |   |
| 8 | a8 torre del nero · f8 torre del nero · g8 re del nero · a7 pedone del nero · b7 alfiere del nero · c7 donna del nero · f7 pedone del nero · g7 pedone del nero · b6 pedone del nero · c6 pedone del nero · d6 alfiere del nero · e6 pedone del nero · f6 cavallo del nero · h6 pedone del nero · d4 pedone del bianco · d3 alfiere del bianco · f3 cavallo del bianco · a2 pedone del bianco · b2 pedone del bianco · c2 pedone del bianco · d2 alfiere del bianco · e2 donna del bianco · f2 pedone del bianco · g2 pedone del bianco · h2 pedone del bianco · c1 re del bianco · d1 torre del bianco · e1 torre del bianco | a8 torre del nero · f8 torre del nero · g8 re del nero · a7 pedone del nero · b7 alfiere del nero · c7 donna del nero · f7 pedone del nero · g7 pedone del nero · b6 pedone del nero · c6 pedone del nero · d6 alfiere del nero · e6 pedone del nero · f6 cavallo del nero · h6 pedone del nero · d4 pedone del bianco · d3 alfiere del bianco · f3 cavallo del bianco · a2 pedone del bianco · b2 pedone del bianco · c2 pedone del bianco · d2 alfiere del bianco · e2 donna del bianco · f2 pedone del bianco · g2 pedone del bianco · h2 pedone del bianco · c1 re del bianco · d1 torre del bianco · e1 torre del bianco | a8 torre del nero · f8 torre del nero · g8 re del nero · a7 pedone del nero · b7 alfiere del nero · c7 donna del nero · f7 pedone del nero · g7 pedone del nero · b6 pedone del nero · c6 pedone del nero · d6 alfiere del nero · e6 pedone del nero · f6 cavallo del nero · h6 pedone del nero · d4 pedone del bianco · d3 alfiere del bianco · f3 cavallo del bianco · a2 pedone del bianco · b2 pedone del bianco · c2 pedone del bianco · d2 alfiere del bianco · e2 donna del bianco · f2 pedone del bianco · g2 pedone del bianco · h2 pedone del bianco · c1 re del bianco · d1 torre del bianco · e1 torre del bianco | a8 torre del nero · f8 torre del nero · g8 re del nero · a7 pedone del nero · b7 alfiere del nero · c7 donna del nero · f7 pedone del nero · g7 pedone del nero · b6 pedone del nero · c6 pedone del nero · d6 alfiere del nero · e6 pedone del nero · f6 cavallo del nero · h6 pedone del nero · d4 pedone del bianco · d3 alfiere del bianco · f3 cavallo del bianco · a2 pedone del bianco · b2 pedone del bianco · c2 pedone del bianco · d2 alfiere del bianco · e2 donna del bianco · f2 pedone del bianco · g2 pedone del bianco · h2 pedone del bianco · c1 re del bianco · d1 torre del bianco · e1 torre del bianco | a8 torre del nero · f8 torre del nero · g8 re del nero · a7 pedone del nero · b7 alfiere del nero · c7 donna del nero · f7 pedone del nero · g7 pedone del nero · b6 pedone del nero · c6 pedone del nero · d6 alfiere del nero · e6 pedone del nero · f6 cavallo del nero · h6 pedone del nero · d4 pedone del bianco · d3 alfiere del bianco · f3 cavallo del bianco · a2 pedone del bianco · b2 pedone del bianco · c2 pedone del bianco · d2 alfiere del bianco · e2 donna del bianco · f2 pedone del bianco · g2 pedone del bianco · h2 pedone del bianco · c1 re del bianco · d1 torre del bianco · e1 torre del bianco | a8 torre del nero · f8 torre del nero · g8 re del nero · a7 pedone del nero · b7 alfiere del nero · c7 donna del nero · f7 pedone del nero · g7 pedone del nero · b6 pedone del nero · c6 pedone del nero · d6 alfiere del nero · e6 pedone del nero · f6 cavallo del nero · h6 pedone del nero · d4 pedone del bianco · d3 alfiere del bianco · f3 cavallo del bianco · a2 pedone del bianco · b2 pedone del bianco · c2 pedone del bianco · d2 alfiere del bianco · e2 donna del bianco · f2 pedone del bianco · g2 pedone del bianco · h2 pedone del bianco · c1 re del bianco · d1 torre del bianco · e1 torre del bianco | a8 torre del nero · f8 torre del nero · g8 re del nero · a7 pedone del nero · b7 alfiere del nero · c7 donna del nero · f7 pedone del nero · g7 pedone del nero · b6 pedone del nero · c6 pedone del nero · d6 alfiere del nero · e6 pedone del nero · f6 cavallo del nero · h6 pedone del nero · d4 pedone del bianco · d3 alfiere del bianco · f3 cavallo del bianco · a2 pedone del bianco · b2 pedone del bianco · c2 pedone del bianco · d2 alfiere del bianco · e2 donna del bianco · f2 pedone del bianco · g2 pedone del bianco · h2 pedone del bianco · c1 re del bianco · d1 torre del bianco · e1 torre del bianco | a8 torre del nero · f8 torre del nero · g8 re del nero · a7 pedone del nero · b7 alfiere del nero · c7 donna del nero · f7 pedone del nero · g7 pedone del nero · b6 pedone del nero · c6 pedone del nero · d6 alfiere del nero · e6 pedone del nero · f6 cavallo del nero · h6 pedone del nero · d4 pedone del bianco · d3 alfiere del bianco · f3 cavallo del bianco · a2 pedone del bianco · b2 pedone del bianco · c2 pedone del bianco · d2 alfiere del bianco · e2 donna del bianco · f2 pedone del bianco · g2 pedone del bianco · h2 pedone del bianco · c1 re del bianco · d1 torre del bianco · e1 torre del bianco | 8 |
| 7 | a8 torre del nero · f8 torre del nero · g8 re del nero · a7 pedone del nero · b7 alfiere del nero · c7 donna del nero · f7 pedone del nero · g7 pedone del nero · b6 pedone del nero · c6 pedone del nero · d6 alfiere del nero · e6 pedone del nero · f6 cavallo del nero · h6 pedone del nero · d4 pedone del bianco · d3 alfiere del bianco · f3 cavallo del bianco · a2 pedone del bianco · b2 pedone del bianco · c2 pedone del bianco · d2 alfiere del bianco · e2 donna del bianco · f2 pedone del bianco · g2 pedone del bianco · h2 pedone del bianco · c1 re del bianco · d1 torre del bianco · e1 torre del bianco | a8 torre del nero · f8 torre del nero · g8 re del nero · a7 pedone del nero · b7 alfiere del nero · c7 donna del nero · f7 pedone del nero · g7 pedone del nero · b6 pedone del nero · c6 pedone del nero · d6 alfiere del nero · e6 pedone del nero · f6 cavallo del nero · h6 pedone del nero · d4 pedone del bianco · d3 alfiere del bianco · f3 cavallo del bianco · a2 pedone del bianco · b2 pedone del bianco · c2 pedone del bianco · d2 alfiere del bianco · e2 donna del bianco · f2 pedone del bianco · g2 pedone del bianco · h2 pedone del bianco · c1 re del bianco · d1 torre del bianco · e1 torre del bianco | a8 torre del nero · f8 torre del nero · g8 re del nero · a7 pedone del nero · b7 alfiere del nero · c7 donna del nero · f7 pedone del nero · g7 pedone del nero · b6 pedone del nero · c6 pedone del nero · d6 alfiere del nero · e6 pedone del nero · f6 cavallo del nero · h6 pedone del nero · d4 pedone del bianco · d3 alfiere del bianco · f3 cavallo del bianco · a2 pedone del bianco · b2 pedone del bianco · c2 pedone del bianco · d2 alfiere del bianco · e2 donna del bianco · f2 pedone del bianco · g2 pedone del bianco · h2 pedone del bianco · c1 re del bianco · d1 torre del bianco · e1 torre del bianco | a8 torre del nero · f8 torre del nero · g8 re del nero · a7 pedone del nero · b7 alfiere del nero · c7 donna del nero · f7 pedone del nero · g7 pedone del nero · b6 pedone del nero · c6 pedone del nero · d6 alfiere del nero · e6 pedone del nero · f6 cavallo del nero · h6 pedone del nero · d4 pedone del bianco · d3 alfiere del bianco · f3 cavallo del bianco · a2 pedone del bianco · b2 pedone del bianco · c2 pedone del bianco · d2 alfiere del bianco · e2 donna del bianco · f2 pedone del bianco · g2 pedone del bianco · h2 pedone del bianco · c1 re del bianco · d1 torre del bianco · e1 torre del bianco | a8 torre del nero · f8 torre del nero · g8 re del nero · a7 pedone del nero · b7 alfiere del nero · c7 donna del nero · f7 pedone del nero · g7 pedone del nero · b6 pedone del nero · c6 pedone del nero · d6 alfiere del nero · e6 pedone del nero · f6 cavallo del nero · h6 pedone del nero · d4 pedone del bianco · d3 alfiere del bianco · f3 cavallo del bianco · a2 pedone del bianco · b2 pedone del bianco · c2 pedone del bianco · d2 alfiere del bianco · e2 donna del bianco · f2 pedone del bianco · g2 pedone del bianco · h2 pedone del bianco · c1 re del bianco · d1 torre del bianco · e1 torre del bianco | a8 torre del nero · f8 torre del nero · g8 re del nero · a7 pedone del nero · b7 alfiere del nero · c7 donna del nero · f7 pedone del nero · g7 pedone del nero · b6 pedone del nero · c6 pedone del nero · d6 alfiere del nero · e6 pedone del nero · f6 cavallo del nero · h6 pedone del nero · d4 pedone del bianco · d3 alfiere del bianco · f3 cavallo del bianco · a2 pedone del bianco · b2 pedone del bianco · c2 pedone del bianco · d2 alfiere del bianco · e2 donna del bianco · f2 pedone del bianco · g2 pedone del bianco · h2 pedone del bianco · c1 re del bianco · d1 torre del bianco · e1 torre del bianco | a8 torre del nero · f8 torre del nero · g8 re del nero · a7 pedone del nero · b7 alfiere del nero · c7 donna del nero · f7 pedone del nero · g7 pedone del nero · b6 pedone del nero · c6 pedone del nero · d6 alfiere del nero · e6 pedone del nero · f6 cavallo del nero · h6 pedone del nero · d4 pedone del bianco · d3 alfiere del bianco · f3 cavallo del bianco · a2 pedone del bianco · b2 pedone del bianco · c2 pedone del bianco · d2 alfiere del bianco · e2 donna del bianco · f2 pedone del bianco · g2 pedone del bianco · h2 pedone del bianco · c1 re del bianco · d1 torre del bianco · e1 torre del bianco | a8 torre del nero · f8 torre del nero · g8 re del nero · a7 pedone del nero · b7 alfiere del nero · c7 donna del nero · f7 pedone del nero · g7 pedone del nero · b6 pedone del nero · c6 pedone del nero · d6 alfiere del nero · e6 pedone del nero · f6 cavallo del nero · h6 pedone del nero · d4 pedone del bianco · d3 alfiere del bianco · f3 cavallo del bianco · a2 pedone del bianco · b2 pedone del bianco · c2 pedone del bianco · d2 alfiere del bianco · e2 donna del bianco · f2 pedone del bianco · g2 pedone del bianco · h2 pedone del bianco · c1 re del bianco · d1 torre del bianco · e1 torre del bianco | 7 |
| 6 | a8 torre del nero · f8 torre del nero · g8 re del nero · a7 pedone del nero · b7 alfiere del nero · c7 donna del nero · f7 pedone del nero · g7 pedone del nero · b6 pedone del nero · c6 pedone del nero · d6 alfiere del nero · e6 pedone del nero · f6 cavallo del nero · h6 pedone del nero · d4 pedone del bianco · d3 alfiere del bianco · f3 cavallo del bianco · a2 pedone del bianco · b2 pedone del bianco · c2 pedone del bianco · d2 alfiere del bianco · e2 donna del bianco · f2 pedone del bianco · g2 pedone del bianco · h2 pedone del bianco · c1 re del bianco · d1 torre del bianco · e1 torre del bianco | a8 torre del nero · f8 torre del nero · g8 re del nero · a7 pedone del nero · b7 alfiere del nero · c7 donna del nero · f7 pedone del nero · g7 pedone del nero · b6 pedone del nero · c6 pedone del nero · d6 alfiere del nero · e6 pedone del nero · f6 cavallo del nero · h6 pedone del nero · d4 pedone del bianco · d3 alfiere del bianco · f3 cavallo del bianco · a2 pedone del bianco · b2 pedone del bianco · c2 pedone del bianco · d2 alfiere del bianco · e2 donna del bianco · f2 pedone del bianco · g2 pedone del bianco · h2 pedone del bianco · c1 re del bianco · d1 torre del bianco · e1 torre del bianco | a8 torre del nero · f8 torre del nero · g8 re del nero · a7 pedone del nero · b7 alfiere del nero · c7 donna del nero · f7 pedone del nero · g7 pedone del nero · b6 pedone del nero · c6 pedone del nero · d6 alfiere del nero · e6 pedone del nero · f6 cavallo del nero · h6 pedone del nero · d4 pedone del bianco · d3 alfiere del bianco · f3 cavallo del bianco · a2 pedone del bianco · b2 pedone del bianco · c2 pedone del bianco · d2 alfiere del bianco · e2 donna del bianco · f2 pedone del bianco · g2 pedone del bianco · h2 pedone del bianco · c1 re del bianco · d1 torre del bianco · e1 torre del bianco | a8 torre del nero · f8 torre del nero · g8 re del nero · a7 pedone del nero · b7 alfiere del nero · c7 donna del nero · f7 pedone del nero · g7 pedone del nero · b6 pedone del nero · c6 pedone del nero · d6 alfiere del nero · e6 pedone del nero · f6 cavallo del nero · h6 pedone del nero · d4 pedone del bianco · d3 alfiere del bianco · f3 cavallo del bianco · a2 pedone del bianco · b2 pedone del bianco · c2 pedone del bianco · d2 alfiere del bianco · e2 donna del bianco · f2 pedone del bianco · g2 pedone del bianco · h2 pedone del bianco · c1 re del bianco · d1 torre del bianco · e1 torre del bianco | a8 torre del nero · f8 torre del nero · g8 re del nero · a7 pedone del nero · b7 alfiere del nero · c7 donna del nero · f7 pedone del nero · g7 pedone del nero · b6 pedone del nero · c6 pedone del nero · d6 alfiere del nero · e6 pedone del nero · f6 cavallo del nero · h6 pedone del nero · d4 pedone del bianco · d3 alfiere del bianco · f3 cavallo del bianco · a2 pedone del bianco · b2 pedone del bianco · c2 pedone del bianco · d2 alfiere del bianco · e2 donna del bianco · f2 pedone del bianco · g2 pedone del bianco · h2 pedone del bianco · c1 re del bianco · d1 torre del bianco · e1 torre del bianco | a8 torre del nero · f8 torre del nero · g8 re del nero · a7 pedone del nero · b7 alfiere del nero · c7 donna del nero · f7 pedone del nero · g7 pedone del nero · b6 pedone del nero · c6 pedone del nero · d6 alfiere del nero · e6 pedone del nero · f6 cavallo del nero · h6 pedone del nero · d4 pedone del bianco · d3 alfiere del bianco · f3 cavallo del bianco · a2 pedone del bianco · b2 pedone del bianco · c2 pedone del bianco · d2 alfiere del bianco · e2 donna del bianco · f2 pedone del bianco · g2 pedone del bianco · h2 pedone del bianco · c1 re del bianco · d1 torre del bianco · e1 torre del bianco | a8 torre del nero · f8 torre del nero · g8 re del nero · a7 pedone del nero · b7 alfiere del nero · c7 donna del nero · f7 pedone del nero · g7 pedone del nero · b6 pedone del nero · c6 pedone del nero · d6 alfiere del nero · e6 pedone del nero · f6 cavallo del nero · h6 pedone del nero · d4 pedone del bianco · d3 alfiere del bianco · f3 cavallo del bianco · a2 pedone del bianco · b2 pedone del bianco · c2 pedone del bianco · d2 alfiere del bianco · e2 donna del bianco · f2 pedone del bianco · g2 pedone del bianco · h2 pedone del bianco · c1 re del bianco · d1 torre del bianco · e1 torre del bianco | a8 torre del nero · f8 torre del nero · g8 re del nero · a7 pedone del nero · b7 alfiere del nero · c7 donna del nero · f7 pedone del nero · g7 pedone del nero · b6 pedone del nero · c6 pedone del nero · d6 alfiere del nero · e6 pedone del nero · f6 cavallo del nero · h6 pedone del nero · d4 pedone del bianco · d3 alfiere del bianco · f3 cavallo del bianco · a2 pedone del bianco · b2 pedone del bianco · c2 pedone del bianco · d2 alfiere del bianco · e2 donna del bianco · f2 pedone del bianco · g2 pedone del bianco · h2 pedone del bianco · c1 re del bianco · d1 torre del bianco · e1 torre del bianco | 6 |
| 5 | a8 torre del nero · f8 torre del nero · g8 re del nero · a7 pedone del nero · b7 alfiere del nero · c7 donna del nero · f7 pedone del nero · g7 pedone del nero · b6 pedone del nero · c6 pedone del nero · d6 alfiere del nero · e6 pedone del nero · f6 cavallo del nero · h6 pedone del nero · d4 pedone del bianco · d3 alfiere del bianco · f3 cavallo del bianco · a2 pedone del bianco · b2 pedone del bianco · c2 pedone del bianco · d2 alfiere del bianco · e2 donna del bianco · f2 pedone del bianco · g2 pedone del bianco · h2 pedone del bianco · c1 re del bianco · d1 torre del bianco · e1 torre del bianco | a8 torre del nero · f8 torre del nero · g8 re del nero · a7 pedone del nero · b7 alfiere del nero · c7 donna del nero · f7 pedone del nero · g7 pedone del nero · b6 pedone del nero · c6 pedone del nero · d6 alfiere del nero · e6 pedone del nero · f6 cavallo del nero · h6 pedone del nero · d4 pedone del bianco · d3 alfiere del bianco · f3 cavallo del bianco · a2 pedone del bianco · b2 pedone del bianco · c2 pedone del bianco · d2 alfiere del bianco · e2 donna del bianco · f2 pedone del bianco · g2 pedone del bianco · h2 pedone del bianco · c1 re del bianco · d1 torre del bianco · e1 torre del bianco | a8 torre del nero · f8 torre del nero · g8 re del nero · a7 pedone del nero · b7 alfiere del nero · c7 donna del nero · f7 pedone del nero · g7 pedone del nero · b6 pedone del nero · c6 pedone del nero · d6 alfiere del nero · e6 pedone del nero · f6 cavallo del nero · h6 pedone del nero · d4 pedone del bianco · d3 alfiere del bianco · f3 cavallo del bianco · a2 pedone del bianco · b2 pedone del bianco · c2 pedone del bianco · d2 alfiere del bianco · e2 donna del bianco · f2 pedone del bianco · g2 pedone del bianco · h2 pedone del bianco · c1 re del bianco · d1 torre del bianco · e1 torre del bianco | a8 torre del nero · f8 torre del nero · g8 re del nero · a7 pedone del nero · b7 alfiere del nero · c7 donna del nero · f7 pedone del nero · g7 pedone del nero · b6 pedone del nero · c6 pedone del nero · d6 alfiere del nero · e6 pedone del nero · f6 cavallo del nero · h6 pedone del nero · d4 pedone del bianco · d3 alfiere del bianco · f3 cavallo del bianco · a2 pedone del bianco · b2 pedone del bianco · c2 pedone del bianco · d2 alfiere del bianco · e2 donna del bianco · f2 pedone del bianco · g2 pedone del bianco · h2 pedone del bianco · c1 re del bianco · d1 torre del bianco · e1 torre del bianco | a8 torre del nero · f8 torre del nero · g8 re del nero · a7 pedone del nero · b7 alfiere del nero · c7 donna del nero · f7 pedone del nero · g7 pedone del nero · b6 pedone del nero · c6 pedone del nero · d6 alfiere del nero · e6 pedone del nero · f6 cavallo del nero · h6 pedone del nero · d4 pedone del bianco · d3 alfiere del bianco · f3 cavallo del bianco · a2 pedone del bianco · b2 pedone del bianco · c2 pedone del bianco · d2 alfiere del bianco · e2 donna del bianco · f2 pedone del bianco · g2 pedone del bianco · h2 pedone del bianco · c1 re del bianco · d1 torre del bianco · e1 torre del bianco | a8 torre del nero · f8 torre del nero · g8 re del nero · a7 pedone del nero · b7 alfiere del nero · c7 donna del nero · f7 pedone del nero · g7 pedone del nero · b6 pedone del nero · c6 pedone del nero · d6 alfiere del nero · e6 pedone del nero · f6 cavallo del nero · h6 pedone del nero · d4 pedone del bianco · d3 alfiere del bianco · f3 cavallo del bianco · a2 pedone del bianco · b2 pedone del bianco · c2 pedone del bianco · d2 alfiere del bianco · e2 donna del bianco · f2 pedone del bianco · g2 pedone del bianco · h2 pedone del bianco · c1 re del bianco · d1 torre del bianco · e1 torre del bianco | a8 torre del nero · f8 torre del nero · g8 re del nero · a7 pedone del nero · b7 alfiere del nero · c7 donna del nero · f7 pedone del nero · g7 pedone del nero · b6 pedone del nero · c6 pedone del nero · d6 alfiere del nero · e6 pedone del nero · f6 cavallo del nero · h6 pedone del nero · d4 pedone del bianco · d3 alfiere del bianco · f3 cavallo del bianco · a2 pedone del bianco · b2 pedone del bianco · c2 pedone del bianco · d2 alfiere del bianco · e2 donna del bianco · f2 pedone del bianco · g2 pedone del bianco · h2 pedone del bianco · c1 re del bianco · d1 torre del bianco · e1 torre del bianco | a8 torre del nero · f8 torre del nero · g8 re del nero · a7 pedone del nero · b7 alfiere del nero · c7 donna del nero · f7 pedone del nero · g7 pedone del nero · b6 pedone del nero · c6 pedone del nero · d6 alfiere del nero · e6 pedone del nero · f6 cavallo del nero · h6 pedone del nero · d4 pedone del bianco · d3 alfiere del bianco · f3 cavallo del bianco · a2 pedone del bianco · b2 pedone del bianco · c2 pedone del bianco · d2 alfiere del bianco · e2 donna del bianco · f2 pedone del bianco · g2 pedone del bianco · h2 pedone del bianco · c1 re del bianco · d1 torre del bianco · e1 torre del bianco | 5 |
| 4 | a8 torre del nero · f8 torre del nero · g8 re del nero · a7 pedone del nero · b7 alfiere del nero · c7 donna del nero · f7 pedone del nero · g7 pedone del nero · b6 pedone del nero · c6 pedone del nero · d6 alfiere del nero · e6 pedone del nero · f6 cavallo del nero · h6 pedone del nero · d4 pedone del bianco · d3 alfiere del bianco · f3 cavallo del bianco · a2 pedone del bianco · b2 pedone del bianco · c2 pedone del bianco · d2 alfiere del bianco · e2 donna del bianco · f2 pedone del bianco · g2 pedone del bianco · h2 pedone del bianco · c1 re del bianco · d1 torre del bianco · e1 torre del bianco | a8 torre del nero · f8 torre del nero · g8 re del nero · a7 pedone del nero · b7 alfiere del nero · c7 donna del nero · f7 pedone del nero · g7 pedone del nero · b6 pedone del nero · c6 pedone del nero · d6 alfiere del nero · e6 pedone del nero · f6 cavallo del nero · h6 pedone del nero · d4 pedone del bianco · d3 alfiere del bianco · f3 cavallo del bianco · a2 pedone del bianco · b2 pedone del bianco · c2 pedone del bianco · d2 alfiere del bianco · e2 donna del bianco · f2 pedone del bianco · g2 pedone del bianco · h2 pedone del bianco · c1 re del bianco · d1 torre del bianco · e1 torre del bianco | a8 torre del nero · f8 torre del nero · g8 re del nero · a7 pedone del nero · b7 alfiere del nero · c7 donna del nero · f7 pedone del nero · g7 pedone del nero · b6 pedone del nero · c6 pedone del nero · d6 alfiere del nero · e6 pedone del nero · f6 cavallo del nero · h6 pedone del nero · d4 pedone del bianco · d3 alfiere del bianco · f3 cavallo del bianco · a2 pedone del bianco · b2 pedone del bianco · c2 pedone del bianco · d2 alfiere del bianco · e2 donna del bianco · f2 pedone del bianco · g2 pedone del bianco · h2 pedone del bianco · c1 re del bianco · d1 torre del bianco · e1 torre del bianco | a8 torre del nero · f8 torre del nero · g8 re del nero · a7 pedone del nero · b7 alfiere del nero · c7 donna del nero · f7 pedone del nero · g7 pedone del nero · b6 pedone del nero · c6 pedone del nero · d6 alfiere del nero · e6 pedone del nero · f6 cavallo del nero · h6 pedone del nero · d4 pedone del bianco · d3 alfiere del bianco · f3 cavallo del bianco · a2 pedone del bianco · b2 pedone del bianco · c2 pedone del bianco · d2 alfiere del bianco · e2 donna del bianco · f2 pedone del bianco · g2 pedone del bianco · h2 pedone del bianco · c1 re del bianco · d1 torre del bianco · e1 torre del bianco | a8 torre del nero · f8 torre del nero · g8 re del nero · a7 pedone del nero · b7 alfiere del nero · c7 donna del nero · f7 pedone del nero · g7 pedone del nero · b6 pedone del nero · c6 pedone del nero · d6 alfiere del nero · e6 pedone del nero · f6 cavallo del nero · h6 pedone del nero · d4 pedone del bianco · d3 alfiere del bianco · f3 cavallo del bianco · a2 pedone del bianco · b2 pedone del bianco · c2 pedone del bianco · d2 alfiere del bianco · e2 donna del bianco · f2 pedone del bianco · g2 pedone del bianco · h2 pedone del bianco · c1 re del bianco · d1 torre del bianco · e1 torre del bianco | a8 torre del nero · f8 torre del nero · g8 re del nero · a7 pedone del nero · b7 alfiere del nero · c7 donna del nero · f7 pedone del nero · g7 pedone del nero · b6 pedone del nero · c6 pedone del nero · d6 alfiere del nero · e6 pedone del nero · f6 cavallo del nero · h6 pedone del nero · d4 pedone del bianco · d3 alfiere del bianco · f3 cavallo del bianco · a2 pedone del bianco · b2 pedone del bianco · c2 pedone del bianco · d2 alfiere del bianco · e2 donna del bianco · f2 pedone del bianco · g2 pedone del bianco · h2 pedone del bianco · c1 re del bianco · d1 torre del bianco · e1 torre del bianco | a8 torre del nero · f8 torre del nero · g8 re del nero · a7 pedone del nero · b7 alfiere del nero · c7 donna del nero · f7 pedone del nero · g7 pedone del nero · b6 pedone del nero · c6 pedone del nero · d6 alfiere del nero · e6 pedone del nero · f6 cavallo del nero · h6 pedone del nero · d4 pedone del bianco · d3 alfiere del bianco · f3 cavallo del bianco · a2 pedone del bianco · b2 pedone del bianco · c2 pedone del bianco · d2 alfiere del bianco · e2 donna del bianco · f2 pedone del bianco · g2 pedone del bianco · h2 pedone del bianco · c1 re del bianco · d1 torre del bianco · e1 torre del bianco | a8 torre del nero · f8 torre del nero · g8 re del nero · a7 pedone del nero · b7 alfiere del nero · c7 donna del nero · f7 pedone del nero · g7 pedone del nero · b6 pedone del nero · c6 pedone del nero · d6 alfiere del nero · e6 pedone del nero · f6 cavallo del nero · h6 pedone del nero · d4 pedone del bianco · d3 alfiere del bianco · f3 cavallo del bianco · a2 pedone del bianco · b2 pedone del bianco · c2 pedone del bianco · d2 alfiere del bianco · e2 donna del bianco · f2 pedone del bianco · g2 pedone del bianco · h2 pedone del bianco · c1 re del bianco · d1 torre del bianco · e1 torre del bianco | 4 |
| 3 | a8 torre del nero · f8 torre del nero · g8 re del nero · a7 pedone del nero · b7 alfiere del nero · c7 donna del nero · f7 pedone del nero · g7 pedone del nero · b6 pedone del nero · c6 pedone del nero · d6 alfiere del nero · e6 pedone del nero · f6 cavallo del nero · h6 pedone del nero · d4 pedone del bianco · d3 alfiere del bianco · f3 cavallo del bianco · a2 pedone del bianco · b2 pedone del bianco · c2 pedone del bianco · d2 alfiere del bianco · e2 donna del bianco · f2 pedone del bianco · g2 pedone del bianco · h2 pedone del bianco · c1 re del bianco · d1 torre del bianco · e1 torre del bianco | a8 torre del nero · f8 torre del nero · g8 re del nero · a7 pedone del nero · b7 alfiere del nero · c7 donna del nero · f7 pedone del nero · g7 pedone del nero · b6 pedone del nero · c6 pedone del nero · d6 alfiere del nero · e6 pedone del nero · f6 cavallo del nero · h6 pedone del nero · d4 pedone del bianco · d3 alfiere del bianco · f3 cavallo del bianco · a2 pedone del bianco · b2 pedone del bianco · c2 pedone del bianco · d2 alfiere del bianco · e2 donna del bianco · f2 pedone del bianco · g2 pedone del bianco · h2 pedone del bianco · c1 re del bianco · d1 torre del bianco · e1 torre del bianco | a8 torre del nero · f8 torre del nero · g8 re del nero · a7 pedone del nero · b7 alfiere del nero · c7 donna del nero · f7 pedone del nero · g7 pedone del nero · b6 pedone del nero · c6 pedone del nero · d6 alfiere del nero · e6 pedone del nero · f6 cavallo del nero · h6 pedone del nero · d4 pedone del bianco · d3 alfiere del bianco · f3 cavallo del bianco · a2 pedone del bianco · b2 pedone del bianco · c2 pedone del bianco · d2 alfiere del bianco · e2 donna del bianco · f2 pedone del bianco · g2 pedone del bianco · h2 pedone del bianco · c1 re del bianco · d1 torre del bianco · e1 torre del bianco | a8 torre del nero · f8 torre del nero · g8 re del nero · a7 pedone del nero · b7 alfiere del nero · c7 donna del nero · f7 pedone del nero · g7 pedone del nero · b6 pedone del nero · c6 pedone del nero · d6 alfiere del nero · e6 pedone del nero · f6 cavallo del nero · h6 pedone del nero · d4 pedone del bianco · d3 alfiere del bianco · f3 cavallo del bianco · a2 pedone del bianco · b2 pedone del bianco · c2 pedone del bianco · d2 alfiere del bianco · e2 donna del bianco · f2 pedone del bianco · g2 pedone del bianco · h2 pedone del bianco · c1 re del bianco · d1 torre del bianco · e1 torre del bianco | a8 torre del nero · f8 torre del nero · g8 re del nero · a7 pedone del nero · b7 alfiere del nero · c7 donna del nero · f7 pedone del nero · g7 pedone del nero · b6 pedone del nero · c6 pedone del nero · d6 alfiere del nero · e6 pedone del nero · f6 cavallo del nero · h6 pedone del nero · d4 pedone del bianco · d3 alfiere del bianco · f3 cavallo del bianco · a2 pedone del bianco · b2 pedone del bianco · c2 pedone del bianco · d2 alfiere del bianco · e2 donna del bianco · f2 pedone del bianco · g2 pedone del bianco · h2 pedone del bianco · c1 re del bianco · d1 torre del bianco · e1 torre del bianco | a8 torre del nero · f8 torre del nero · g8 re del nero · a7 pedone del nero · b7 alfiere del nero · c7 donna del nero · f7 pedone del nero · g7 pedone del nero · b6 pedone del nero · c6 pedone del nero · d6 alfiere del nero · e6 pedone del nero · f6 cavallo del nero · h6 pedone del nero · d4 pedone del bianco · d3 alfiere del bianco · f3 cavallo del bianco · a2 pedone del bianco · b2 pedone del bianco · c2 pedone del bianco · d2 alfiere del bianco · e2 donna del bianco · f2 pedone del bianco · g2 pedone del bianco · h2 pedone del bianco · c1 re del bianco · d1 torre del bianco · e1 torre del bianco | a8 torre del nero · f8 torre del nero · g8 re del nero · a7 pedone del nero · b7 alfiere del nero · c7 donna del nero · f7 pedone del nero · g7 pedone del nero · b6 pedone del nero · c6 pedone del nero · d6 alfiere del nero · e6 pedone del nero · f6 cavallo del nero · h6 pedone del nero · d4 pedone del bianco · d3 alfiere del bianco · f3 cavallo del bianco · a2 pedone del bianco · b2 pedone del bianco · c2 pedone del bianco · d2 alfiere del bianco · e2 donna del bianco · f2 pedone del bianco · g2 pedone del bianco · h2 pedone del bianco · c1 re del bianco · d1 torre del bianco · e1 torre del bianco | a8 torre del nero · f8 torre del nero · g8 re del nero · a7 pedone del nero · b7 alfiere del nero · c7 donna del nero · f7 pedone del nero · g7 pedone del nero · b6 pedone del nero · c6 pedone del nero · d6 alfiere del nero · e6 pedone del nero · f6 cavallo del nero · h6 pedone del nero · d4 pedone del bianco · d3 alfiere del bianco · f3 cavallo del bianco · a2 pedone del bianco · b2 pedone del bianco · c2 pedone del bianco · d2 alfiere del bianco · e2 donna del bianco · f2 pedone del bianco · g2 pedone del bianco · h2 pedone del bianco · c1 re del bianco · d1 torre del bianco · e1 torre del bianco | 3 |
| 2 | a8 torre del nero · f8 torre del nero · g8 re del nero · a7 pedone del nero · b7 alfiere del nero · c7 donna del nero · f7 pedone del nero · g7 pedone del nero · b6 pedone del nero · c6 pedone del nero · d6 alfiere del nero · e6 pedone del nero · f6 cavallo del nero · h6 pedone del nero · d4 pedone del bianco · d3 alfiere del bianco · f3 cavallo del bianco · a2 pedone del bianco · b2 pedone del bianco · c2 pedone del bianco · d2 alfiere del bianco · e2 donna del bianco · f2 pedone del bianco · g2 pedone del bianco · h2 pedone del bianco · c1 re del bianco · d1 torre del bianco · e1 torre del bianco | a8 torre del nero · f8 torre del nero · g8 re del nero · a7 pedone del nero · b7 alfiere del nero · c7 donna del nero · f7 pedone del nero · g7 pedone del nero · b6 pedone del nero · c6 pedone del nero · d6 alfiere del nero · e6 pedone del nero · f6 cavallo del nero · h6 pedone del nero · d4 pedone del bianco · d3 alfiere del bianco · f3 cavallo del bianco · a2 pedone del bianco · b2 pedone del bianco · c2 pedone del bianco · d2 alfiere del bianco · e2 donna del bianco · f2 pedone del bianco · g2 pedone del bianco · h2 pedone del bianco · c1 re del bianco · d1 torre del bianco · e1 torre del bianco | a8 torre del nero · f8 torre del nero · g8 re del nero · a7 pedone del nero · b7 alfiere del nero · c7 donna del nero · f7 pedone del nero · g7 pedone del nero · b6 pedone del nero · c6 pedone del nero · d6 alfiere del nero · e6 pedone del nero · f6 cavallo del nero · h6 pedone del nero · d4 pedone del bianco · d3 alfiere del bianco · f3 cavallo del bianco · a2 pedone del bianco · b2 pedone del bianco · c2 pedone del bianco · d2 alfiere del bianco · e2 donna del bianco · f2 pedone del bianco · g2 pedone del bianco · h2 pedone del bianco · c1 re del bianco · d1 torre del bianco · e1 torre del bianco | a8 torre del nero · f8 torre del nero · g8 re del nero · a7 pedone del nero · b7 alfiere del nero · c7 donna del nero · f7 pedone del nero · g7 pedone del nero · b6 pedone del nero · c6 pedone del nero · d6 alfiere del nero · e6 pedone del nero · f6 cavallo del nero · h6 pedone del nero · d4 pedone del bianco · d3 alfiere del bianco · f3 cavallo del bianco · a2 pedone del bianco · b2 pedone del bianco · c2 pedone del bianco · d2 alfiere del bianco · e2 donna del bianco · f2 pedone del bianco · g2 pedone del bianco · h2 pedone del bianco · c1 re del bianco · d1 torre del bianco · e1 torre del bianco | a8 torre del nero · f8 torre del nero · g8 re del nero · a7 pedone del nero · b7 alfiere del nero · c7 donna del nero · f7 pedone del nero · g7 pedone del nero · b6 pedone del nero · c6 pedone del nero · d6 alfiere del nero · e6 pedone del nero · f6 cavallo del nero · h6 pedone del nero · d4 pedone del bianco · d3 alfiere del bianco · f3 cavallo del bianco · a2 pedone del bianco · b2 pedone del bianco · c2 pedone del bianco · d2 alfiere del bianco · e2 donna del bianco · f2 pedone del bianco · g2 pedone del bianco · h2 pedone del bianco · c1 re del bianco · d1 torre del bianco · e1 torre del bianco | a8 torre del nero · f8 torre del nero · g8 re del nero · a7 pedone del nero · b7 alfiere del nero · c7 donna del nero · f7 pedone del nero · g7 pedone del nero · b6 pedone del nero · c6 pedone del nero · d6 alfiere del nero · e6 pedone del nero · f6 cavallo del nero · h6 pedone del nero · d4 pedone del bianco · d3 alfiere del bianco · f3 cavallo del bianco · a2 pedone del bianco · b2 pedone del bianco · c2 pedone del bianco · d2 alfiere del bianco · e2 donna del bianco · f2 pedone del bianco · g2 pedone del bianco · h2 pedone del bianco · c1 re del bianco · d1 torre del bianco · e1 torre del bianco | a8 torre del nero · f8 torre del nero · g8 re del nero · a7 pedone del nero · b7 alfiere del nero · c7 donna del nero · f7 pedone del nero · g7 pedone del nero · b6 pedone del nero · c6 pedone del nero · d6 alfiere del nero · e6 pedone del nero · f6 cavallo del nero · h6 pedone del nero · d4 pedone del bianco · d3 alfiere del bianco · f3 cavallo del bianco · a2 pedone del bianco · b2 pedone del bianco · c2 pedone del bianco · d2 alfiere del bianco · e2 donna del bianco · f2 pedone del bianco · g2 pedone del bianco · h2 pedone del bianco · c1 re del bianco · d1 torre del bianco · e1 torre del bianco | a8 torre del nero · f8 torre del nero · g8 re del nero · a7 pedone del nero · b7 alfiere del nero · c7 donna del nero · f7 pedone del nero · g7 pedone del nero · b6 pedone del nero · c6 pedone del nero · d6 alfiere del nero · e6 pedone del nero · f6 cavallo del nero · h6 pedone del nero · d4 pedone del bianco · d3 alfiere del bianco · f3 cavallo del bianco · a2 pedone del bianco · b2 pedone del bianco · c2 pedone del bianco · d2 alfiere del bianco · e2 donna del bianco · f2 pedone del bianco · g2 pedone del bianco · h2 pedone del bianco · c1 re del bianco · d1 torre del bianco · e1 torre del bianco | 2 |
| 1 | a8 torre del nero · f8 torre del nero · g8 re del nero · a7 pedone del nero · b7 alfiere del nero · c7 donna del nero · f7 pedone del nero · g7 pedone del nero · b6 pedone del nero · c6 pedone del nero · d6 alfiere del nero · e6 pedone del nero · f6 cavallo del nero · h6 pedone del nero · d4 pedone del bianco · d3 alfiere del bianco · f3 cavallo del bianco · a2 pedone del bianco · b2 pedone del bianco · c2 pedone del bianco · d2 alfiere del bianco · e2 donna del bianco · f2 pedone del bianco · g2 pedone del bianco · h2 pedone del bianco · c1 re del bianco · d1 torre del bianco · e1 torre del bianco | a8 torre del nero · f8 torre del nero · g8 re del nero · a7 pedone del nero · b7 alfiere del nero · c7 donna del nero · f7 pedone del nero · g7 pedone del nero · b6 pedone del nero · c6 pedone del nero · d6 alfiere del nero · e6 pedone del nero · f6 cavallo del nero · h6 pedone del nero · d4 pedone del bianco · d3 alfiere del bianco · f3 cavallo del bianco · a2 pedone del bianco · b2 pedone del bianco · c2 pedone del bianco · d2 alfiere del bianco · e2 donna del bianco · f2 pedone del bianco · g2 pedone del bianco · h2 pedone del bianco · c1 re del bianco · d1 torre del bianco · e1 torre del bianco | a8 torre del nero · f8 torre del nero · g8 re del nero · a7 pedone del nero · b7 alfiere del nero · c7 donna del nero · f7 pedone del nero · g7 pedone del nero · b6 pedone del nero · c6 pedone del nero · d6 alfiere del nero · e6 pedone del nero · f6 cavallo del nero · h6 pedone del nero · d4 pedone del bianco · d3 alfiere del bianco · f3 cavallo del bianco · a2 pedone del bianco · b2 pedone del bianco · c2 pedone del bianco · d2 alfiere del bianco · e2 donna del bianco · f2 pedone del bianco · g2 pedone del bianco · h2 pedone del bianco · c1 re del bianco · d1 torre del bianco · e1 torre del bianco | a8 torre del nero · f8 torre del nero · g8 re del nero · a7 pedone del nero · b7 alfiere del nero · c7 donna del nero · f7 pedone del nero · g7 pedone del nero · b6 pedone del nero · c6 pedone del nero · d6 alfiere del nero · e6 pedone del nero · f6 cavallo del nero · h6 pedone del nero · d4 pedone del bianco · d3 alfiere del bianco · f3 cavallo del bianco · a2 pedone del bianco · b2 pedone del bianco · c2 pedone del bianco · d2 alfiere del bianco · e2 donna del bianco · f2 pedone del bianco · g2 pedone del bianco · h2 pedone del bianco · c1 re del bianco · d1 torre del bianco · e1 torre del bianco | a8 torre del nero · f8 torre del nero · g8 re del nero · a7 pedone del nero · b7 alfiere del nero · c7 donna del nero · f7 pedone del nero · g7 pedone del nero · b6 pedone del nero · c6 pedone del nero · d6 alfiere del nero · e6 pedone del nero · f6 cavallo del nero · h6 pedone del nero · d4 pedone del bianco · d3 alfiere del bianco · f3 cavallo del bianco · a2 pedone del bianco · b2 pedone del bianco · c2 pedone del bianco · d2 alfiere del bianco · e2 donna del bianco · f2 pedone del bianco · g2 pedone del bianco · h2 pedone del bianco · c1 re del bianco · d1 torre del bianco · e1 torre del bianco | a8 torre del nero · f8 torre del nero · g8 re del nero · a7 pedone del nero · b7 alfiere del nero · c7 donna del nero · f7 pedone del nero · g7 pedone del nero · b6 pedone del nero · c6 pedone del nero · d6 alfiere del nero · e6 pedone del nero · f6 cavallo del nero · h6 pedone del nero · d4 pedone del bianco · d3 alfiere del bianco · f3 cavallo del bianco · a2 pedone del bianco · b2 pedone del bianco · c2 pedone del bianco · d2 alfiere del bianco · e2 donna del bianco · f2 pedone del bianco · g2 pedone del bianco · h2 pedone del bianco · c1 re del bianco · d1 torre del bianco · e1 torre del bianco | a8 torre del nero · f8 torre del nero · g8 re del nero · a7 pedone del nero · b7 alfiere del nero · c7 donna del nero · f7 pedone del nero · g7 pedone del nero · b6 pedone del nero · c6 pedone del nero · d6 alfiere del nero · e6 pedone del nero · f6 cavallo del nero · h6 pedone del nero · d4 pedone del bianco · d3 alfiere del bianco · f3 cavallo del bianco · a2 pedone del bianco · b2 pedone del bianco · c2 pedone del bianco · d2 alfiere del bianco · e2 donna del bianco · f2 pedone del bianco · g2 pedone del bianco · h2 pedone del bianco · c1 re del bianco · d1 torre del bianco · e1 torre del bianco | a8 torre del nero · f8 torre del nero · g8 re del nero · a7 pedone del nero · b7 alfiere del nero · c7 donna del nero · f7 pedone del nero · g7 pedone del nero · b6 pedone del nero · c6 pedone del nero · d6 alfiere del nero · e6 pedone del nero · f6 cavallo del nero · h6 pedone del nero · d4 pedone del bianco · d3 alfiere del bianco · f3 cavallo del bianco · a2 pedone del bianco · b2 pedone del bianco · c2 pedone del bianco · d2 alfiere del bianco · e2 donna del bianco · f2 pedone del bianco · g2 pedone del bianco · h2 pedone del bianco · c1 re del bianco · d1 torre del bianco · e1 torre del bianco | 1 |
|   | a | b | c | d | e | f | g | h |   |

La difesa Caro-Kann viene affrontata per la quarta volta, in questa finale: sarà anche l'ultima.
3. Cd2 dxe4 4. Cxe4 Cd7 5. Cg5 Cgf6 6. Ad3 e6 7. Clf3 Ad6 8. De2 h6 9. Ce4 Cxe4 10. Dxe4 Cf6 11. De2 Dc7 12. Ad2 b6 13. O-O-O Ab7
Fino a qui l'apertura ha ricalcato esattamente l'ottava partita del match.

Ma, mentre al quattordicesimo tratto di quella, Kamskij aveva giocato: 14. Ce5, qui gioca invece:
14. The1
Segue:
14...0-0!?
giudicata una mossa un po' controintuitiva, più originale della teorica 14... 0-0-0 (arrocco lungo del nero), ormai pronta.
15. g4!?
Il Bianco tenta di allettare l'avversario con l'offerta di un pedone:
15...c5
...ma Karpov non abbocca; infatti, dopo  15...Cxg4 sarebbe seguita 16.Tg1, con attacco verticale sulla colonna g.
|   | a | b | c | d | e | f | g | h |   |
| 8 | a7 pedone del nero · f6 re del nero · e5 pedone del nero · a4 torre del nero · b4 pedone del bianco · e4 pedone del bianco · g4 torre del bianco · c3 re del bianco | a7 pedone del nero · f6 re del nero · e5 pedone del nero · a4 torre del nero · b4 pedone del bianco · e4 pedone del bianco · g4 torre del bianco · c3 re del bianco | a7 pedone del nero · f6 re del nero · e5 pedone del nero · a4 torre del nero · b4 pedone del bianco · e4 pedone del bianco · g4 torre del bianco · c3 re del bianco | a7 pedone del nero · f6 re del nero · e5 pedone del nero · a4 torre del nero · b4 pedone del bianco · e4 pedone del bianco · g4 torre del bianco · c3 re del bianco | a7 pedone del nero · f6 re del nero · e5 pedone del nero · a4 torre del nero · b4 pedone del bianco · e4 pedone del bianco · g4 torre del bianco · c3 re del bianco | a7 pedone del nero · f6 re del nero · e5 pedone del nero · a4 torre del nero · b4 pedone del bianco · e4 pedone del bianco · g4 torre del bianco · c3 re del bianco | a7 pedone del nero · f6 re del nero · e5 pedone del nero · a4 torre del nero · b4 pedone del bianco · e4 pedone del bianco · g4 torre del bianco · c3 re del bianco | a7 pedone del nero · f6 re del nero · e5 pedone del nero · a4 torre del nero · b4 pedone del bianco · e4 pedone del bianco · g4 torre del bianco · c3 re del bianco | 8 |
| 7 | a7 pedone del nero · f6 re del nero · e5 pedone del nero · a4 torre del nero · b4 pedone del bianco · e4 pedone del bianco · g4 torre del bianco · c3 re del bianco | a7 pedone del nero · f6 re del nero · e5 pedone del nero · a4 torre del nero · b4 pedone del bianco · e4 pedone del bianco · g4 torre del bianco · c3 re del bianco | a7 pedone del nero · f6 re del nero · e5 pedone del nero · a4 torre del nero · b4 pedone del bianco · e4 pedone del bianco · g4 torre del bianco · c3 re del bianco | a7 pedone del nero · f6 re del nero · e5 pedone del nero · a4 torre del nero · b4 pedone del bianco · e4 pedone del bianco · g4 torre del bianco · c3 re del bianco | a7 pedone del nero · f6 re del nero · e5 pedone del nero · a4 torre del nero · b4 pedone del bianco · e4 pedone del bianco · g4 torre del bianco · c3 re del bianco | a7 pedone del nero · f6 re del nero · e5 pedone del nero · a4 torre del nero · b4 pedone del bianco · e4 pedone del bianco · g4 torre del bianco · c3 re del bianco | a7 pedone del nero · f6 re del nero · e5 pedone del nero · a4 torre del nero · b4 pedone del bianco · e4 pedone del bianco · g4 torre del bianco · c3 re del bianco | a7 pedone del nero · f6 re del nero · e5 pedone del nero · a4 torre del nero · b4 pedone del bianco · e4 pedone del bianco · g4 torre del bianco · c3 re del bianco | 7 |
| 6 | a7 pedone del nero · f6 re del nero · e5 pedone del nero · a4 torre del nero · b4 pedone del bianco · e4 pedone del bianco · g4 torre del bianco · c3 re del bianco | a7 pedone del nero · f6 re del nero · e5 pedone del nero · a4 torre del nero · b4 pedone del bianco · e4 pedone del bianco · g4 torre del bianco · c3 re del bianco | a7 pedone del nero · f6 re del nero · e5 pedone del nero · a4 torre del nero · b4 pedone del bianco · e4 pedone del bianco · g4 torre del bianco · c3 re del bianco | a7 pedone del nero · f6 re del nero · e5 pedone del nero · a4 torre del nero · b4 pedone del bianco · e4 pedone del bianco · g4 torre del bianco · c3 re del bianco | a7 pedone del nero · f6 re del nero · e5 pedone del nero · a4 torre del nero · b4 pedone del bianco · e4 pedone del bianco · g4 torre del bianco · c3 re del bianco | a7 pedone del nero · f6 re del nero · e5 pedone del nero · a4 torre del nero · b4 pedone del bianco · e4 pedone del bianco · g4 torre del bianco · c3 re del bianco | a7 pedone del nero · f6 re del nero · e5 pedone del nero · a4 torre del nero · b4 pedone del bianco · e4 pedone del bianco · g4 torre del bianco · c3 re del bianco | a7 pedone del nero · f6 re del nero · e5 pedone del nero · a4 torre del nero · b4 pedone del bianco · e4 pedone del bianco · g4 torre del bianco · c3 re del bianco | 6 |
| 5 | a7 pedone del nero · f6 re del nero · e5 pedone del nero · a4 torre del nero · b4 pedone del bianco · e4 pedone del bianco · g4 torre del bianco · c3 re del bianco | a7 pedone del nero · f6 re del nero · e5 pedone del nero · a4 torre del nero · b4 pedone del bianco · e4 pedone del bianco · g4 torre del bianco · c3 re del bianco | a7 pedone del nero · f6 re del nero · e5 pedone del nero · a4 torre del nero · b4 pedone del bianco · e4 pedone del bianco · g4 torre del bianco · c3 re del bianco | a7 pedone del nero · f6 re del nero · e5 pedone del nero · a4 torre del nero · b4 pedone del bianco · e4 pedone del bianco · g4 torre del bianco · c3 re del bianco | a7 pedone del nero · f6 re del nero · e5 pedone del nero · a4 torre del nero · b4 pedone del bianco · e4 pedone del bianco · g4 torre del bianco · c3 re del bianco | a7 pedone del nero · f6 re del nero · e5 pedone del nero · a4 torre del nero · b4 pedone del bianco · e4 pedone del bianco · g4 torre del bianco · c3 re del bianco | a7 pedone del nero · f6 re del nero · e5 pedone del nero · a4 torre del nero · b4 pedone del bianco · e4 pedone del bianco · g4 torre del bianco · c3 re del bianco | a7 pedone del nero · f6 re del nero · e5 pedone del nero · a4 torre del nero · b4 pedone del bianco · e4 pedone del bianco · g4 torre del bianco · c3 re del bianco | 5 |
| 4 | a7 pedone del nero · f6 re del nero · e5 pedone del nero · a4 torre del nero · b4 pedone del bianco · e4 pedone del bianco · g4 torre del bianco · c3 re del bianco | a7 pedone del nero · f6 re del nero · e5 pedone del nero · a4 torre del nero · b4 pedone del bianco · e4 pedone del bianco · g4 torre del bianco · c3 re del bianco | a7 pedone del nero · f6 re del nero · e5 pedone del nero · a4 torre del nero · b4 pedone del bianco · e4 pedone del bianco · g4 torre del bianco · c3 re del bianco | a7 pedone del nero · f6 re del nero · e5 pedone del nero · a4 torre del nero · b4 pedone del bianco · e4 pedone del bianco · g4 torre del bianco · c3 re del bianco | a7 pedone del nero · f6 re del nero · e5 pedone del nero · a4 torre del nero · b4 pedone del bianco · e4 pedone del bianco · g4 torre del bianco · c3 re del bianco | a7 pedone del nero · f6 re del nero · e5 pedone del nero · a4 torre del nero · b4 pedone del bianco · e4 pedone del bianco · g4 torre del bianco · c3 re del bianco | a7 pedone del nero · f6 re del nero · e5 pedone del nero · a4 torre del nero · b4 pedone del bianco · e4 pedone del bianco · g4 torre del bianco · c3 re del bianco | a7 pedone del nero · f6 re del nero · e5 pedone del nero · a4 torre del nero · b4 pedone del bianco · e4 pedone del bianco · g4 torre del bianco · c3 re del bianco | 4 |
| 3 | a7 pedone del nero · f6 re del nero · e5 pedone del nero · a4 torre del nero · b4 pedone del bianco · e4 pedone del bianco · g4 torre del bianco · c3 re del bianco | a7 pedone del nero · f6 re del nero · e5 pedone del nero · a4 torre del nero · b4 pedone del bianco · e4 pedone del bianco · g4 torre del bianco · c3 re del bianco | a7 pedone del nero · f6 re del nero · e5 pedone del nero · a4 torre del nero · b4 pedone del bianco · e4 pedone del bianco · g4 torre del bianco · c3 re del bianco | a7 pedone del nero · f6 re del nero · e5 pedone del nero · a4 torre del nero · b4 pedone del bianco · e4 pedone del bianco · g4 torre del bianco · c3 re del bianco | a7 pedone del nero · f6 re del nero · e5 pedone del nero · a4 torre del nero · b4 pedone del bianco · e4 pedone del bianco · g4 torre del bianco · c3 re del bianco | a7 pedone del nero · f6 re del nero · e5 pedone del nero · a4 torre del nero · b4 pedone del bianco · e4 pedone del bianco · g4 torre del bianco · c3 re del bianco | a7 pedone del nero · f6 re del nero · e5 pedone del nero · a4 torre del nero · b4 pedone del bianco · e4 pedone del bianco · g4 torre del bianco · c3 re del bianco | a7 pedone del nero · f6 re del nero · e5 pedone del nero · a4 torre del nero · b4 pedone del bianco · e4 pedone del bianco · g4 torre del bianco · c3 re del bianco | 3 |
| 2 | a7 pedone del nero · f6 re del nero · e5 pedone del nero · a4 torre del nero · b4 pedone del bianco · e4 pedone del bianco · g4 torre del bianco · c3 re del bianco | a7 pedone del nero · f6 re del nero · e5 pedone del nero · a4 torre del nero · b4 pedone del bianco · e4 pedone del bianco · g4 torre del bianco · c3 re del bianco | a7 pedone del nero · f6 re del nero · e5 pedone del nero · a4 torre del nero · b4 pedone del bianco · e4 pedone del bianco · g4 torre del bianco · c3 re del bianco | a7 pedone del nero · f6 re del nero · e5 pedone del nero · a4 torre del nero · b4 pedone del bianco · e4 pedone del bianco · g4 torre del bianco · c3 re del bianco | a7 pedone del nero · f6 re del nero · e5 pedone del nero · a4 torre del nero · b4 pedone del bianco · e4 pedone del bianco · g4 torre del bianco · c3 re del bianco | a7 pedone del nero · f6 re del nero · e5 pedone del nero · a4 torre del nero · b4 pedone del bianco · e4 pedone del bianco · g4 torre del bianco · c3 re del bianco | a7 pedone del nero · f6 re del nero · e5 pedone del nero · a4 torre del nero · b4 pedone del bianco · e4 pedone del bianco · g4 torre del bianco · c3 re del bianco | a7 pedone del nero · f6 re del nero · e5 pedone del nero · a4 torre del nero · b4 pedone del bianco · e4 pedone del bianco · g4 torre del bianco · c3 re del bianco | 2 |
| 1 | a7 pedone del nero · f6 re del nero · e5 pedone del nero · a4 torre del nero · b4 pedone del bianco · e4 pedone del bianco · g4 torre del bianco · c3 re del bianco | a7 pedone del nero · f6 re del nero · e5 pedone del nero · a4 torre del nero · b4 pedone del bianco · e4 pedone del bianco · g4 torre del bianco · c3 re del bianco | a7 pedone del nero · f6 re del nero · e5 pedone del nero · a4 torre del nero · b4 pedone del bianco · e4 pedone del bianco · g4 torre del bianco · c3 re del bianco | a7 pedone del nero · f6 re del nero · e5 pedone del nero · a4 torre del nero · b4 pedone del bianco · e4 pedone del bianco · g4 torre del bianco · c3 re del bianco | a7 pedone del nero · f6 re del nero · e5 pedone del nero · a4 torre del nero · b4 pedone del bianco · e4 pedone del bianco · g4 torre del bianco · c3 re del bianco | a7 pedone del nero · f6 re del nero · e5 pedone del nero · a4 torre del nero · b4 pedone del bianco · e4 pedone del bianco · g4 torre del bianco · c3 re del bianco | a7 pedone del nero · f6 re del nero · e5 pedone del nero · a4 torre del nero · b4 pedone del bianco · e4 pedone del bianco · g4 torre del bianco · c3 re del bianco | a7 pedone del nero · f6 re del nero · e5 pedone del nero · a4 torre del nero · b4 pedone del bianco · e4 pedone del bianco · g4 torre del bianco · c3 re del bianco | 1 |
|   | a | b | c | d | e | f | g | h |   |

16. g5 hxg5 17. Cxg5 Af4! 18. h4 Tad8 19. dxc5 bxc5 20. Ae3 Td4! 21. Tg1 Axe3+ 22. fxe3 Txh4
Il Nero ha guadagnato un pedone, ma, oltre a questo, sta fiaccando l'iniziativa del Bianco sul lato di re.
23. Tdf1 De5 24. Df2 Th6 25. Tg3 Ae4! 26. Tfg1 g6 27. Tf1 Rg7 28. Dxf6+!? Dxf6 29. Txf6 Axd3 30. Txf7+ Txf7 31. Cxf7 Th1+ 32. Rd2 Axc2 33. Cd8 Th2+
A questo punto era possibile una variante più favorevole al Nero: 33...Af5! 34. e4! Th8! 35. Cb7 Axe4 36. Cxc5 e, adesso, 36...Th2+
34. Rc3 Rf6 35. Cb7 Af5
più precisa sarebbe stata: 35...Ab1! 
36. Cxc5 Tc2+ 37. Rd4 Td2+ 38. Rc3 Tc2+ 39. Rd4 e5+ 40. Rd5 Td2+ 41. Rc4 Tc2+ 42. Rd5 Td2+ 43. Rc4 g5 44. e4! Ac8
Se 44...Td4+ 45. Rc3 Axe4 46. Tg4 Rf5 47. Txg5! Rxg5 48. Ce6+ Rf6 49. Cxd4 exd4! 50. Rxd4 
45. Rc3 Td1 46. Tf3+! Rg7 47. Cd3 g4 48. Tg3 Rf6 49. Cf2 Tc1+ 50. Rd2 Ta1 51. Cxg4+ Axg4 52. Txg4 Txa2 53. Rc3 Ta4 54. b4
(0,5/0,5)